# Chiềng Sung
Chiềng Sung là một xã thuộc huyện Mai Sơn, tỉnh Sơn La, Việt Nam.
Xã có diện tích 46,22 km², dân số năm 1999 là 4498 người, mật độ dân số đạt 97 người/km².
Địa giới hành chính xã Chiềng Sung: Đông giáp xã Chiềng Chăn; Tây giáp xã Mường Bằng; Nam giáp xã Mường Bon; Bắc giáp huyện Mường La.

## Lịch sử
Xã được thành lập năm 1999 trên cơ sở giải thể Thị trấn Nông trường Chiềng Sung thuộc huyện Mai Sơn vời 4.622 ha diện tích tự nhiên và 4.500 nhân khẩu.